# Micropsectra analis
Micropsectra analis е насекомо от разред Двукрили (Diptera), семейство Хирономидни (Chironomidae). Съществува ендемично в Германия и няма подвидове.